# Rayforstia
Rayforstia là một chi nhện trong họ Micropholcommatidae.